# Vlajka Francouzské Polynésie

Vlajka Francouzské Polynésie
Poměr stran: 2:3

Francouzská vlajka
Poměr stran: 2:3

Francouzská námořní vlajka
Poměr stran: 2:3
Poměr šířek: 30:33:37

Vlajka Francouzské Polynésie, která je francouzským zámořským společenstvím (kód 987), je tvořena listem o poměru stran 2:3 se třemi vodorovnými pruhy, červeným, bílým a červeným, o poměru šířek 1:2:1.
Uprostřed vlajkového listu je kruhový emblém. V něm je na pěti stylizovaných modrých pruzích mořských vln vyobrazený červený, hnědě korunovaný a čelně plující domorodý člun s plachtou. Na člunu je napříč položená hnědá plošina, na které stojí pět stylizovaných hnědých lidských postav. Za člunem září deset žlutých slunečních paprsků.
List vlajky odpovídá štítu znaku, který vznikl roku 1939, kdy se ještě (do roku 1957) toto ostrovní území nazývalo Francouzská Oceánie. Červená barva symbolizuje odvahu, bílá čistotu ideálů a jasnou budoucnost.

## Pravidla vyvěšování
Vlajka byla zavedená roku 1985. Dne 4. prosince 1985 nařídila místní vláda vyhláškou, že vlajka Francouzské Polynésie může být umístěna vedle francouzské vlajky a vlajek regionálních (jednotlivé regiony, souostroví a ostrovy mají své vlajky).
Podle zákona z roku 1996, mohou být vyvěšeny pouze společně s francouzskou vlajkou. Lodě, které jsou registrovány ve Francouzské Polynésii plují pod vlajkou Francie.

## Galerie

Znak Francouzské Polynésie
Znak Francouzské Oceánie (1939–?)
Vlajka Tahitského království (1829–1842) Poměr stran: 2:3
Vlajka Huahine (1847–1889) Poměr stran: 2:3
Vlajka Raiatea (1847–1880) Poměr stran: 2:3
Vlajka Francouzského protektorátu Společenských ostrovů (1843–1880) Poměr stran: 2:3

## Vlajky regionů, souostroví a ostrovů

### Vlajky regionů
Francouzská Polynésie se dělí na pět regionů:
- Návětrné ostrovy (součást Společenských ostrovů)
- Závětrné ostrovy (součást Společenských ostrovů)
- Souostroví Markézy
- Souostroví Tuamotu
- Jižní souostroví

Společenské ostrovy - dva regiony: Závětrné a Návětrné ostrovy Poměr stran: 2:3
Souostroví Markézy Poměr stran: 2:3
Souostroví Tuamotu Poměr stran: 2:3
Region Jižní souostroví Poměr stran: 2:3

### Vlajky ostrovů a souostroví
Pět regionů Francouzské Polynésie je tvořeno ostrovy či souostrovími (seznam není úplný):

Tahiti (součást Návětrných ostrovů) Poměr stran: 2:3
Moorea-Maiao (součást Návětrných ostrovů) Poměr stran: 2:3
Bora-Bora (součást Závětrných ostrovů) Poměr stran: 2:3
Raiatea (součást Závětrných ostrovů) Poměr stran: 2:3
Huahine (součást Závětrných ostrovů) Poměr stran: 2:3
Gambierovy ostrovy (součást Tuamotu) Poměr stran: 2:3
Hao (součást Tuamotu) Poměr stran: 2:3
Reao Pukaruha (součást Tuamotu) Poměr stran: 2:3
Makatea (součást Tuamotu) Poměr stran: ~10:17
Raivavae (součást Jižního souostroví) Poměr stran: 2:3
Rapa Iti (součást Jižního souostroví) Poměr stran: 2:3
Rimatara (součást Jižního souostroví) Poměr stran: 2:3
Rurutu (součást Jižního souostroví) Poměr stran: 2:3
Tubuai (součást Jižního souostroví) Poměr stran: 2:3